# Liz Evora
Liz Evora (n. La Habana) es una periodista y presentadora  cubana en Estados Unidos, vinculada al canal de noticias InfoMás. 

## Biografía
Periodista de vocación, acaba sus estudios en la Universidad de Miami, mientras trabajaba como colaboradora de redacción para la revista Venue Magazine. En la universidad fue presentadora y reportera del programa "UniMiami" por UMTV. Antes de finalizar su carrera universitaria, hizo una pasantía en el canal WLTV Univision 23 de Miami.

### Televisión
Su primer trabajo como periodista profesional la llevó a la pantalla de Telemundo Amarillo. Allí, Liz presentó el noticiero de las 5 de la tarde y se especializó en la producción de noticias.
Más adelante se muda a Tampa, donde comienza a trabajar como reportera para Bay News 9 en Español, un canal de noticias las 24 horas. A los pocos meses de estar allí  pasa a ser reportera de InfoMás. Liz se convierte así en una de las fundadoras del nuevo canal que nace fruto de la fusión de los mercados de Tampa y el Centro de la Florida. Para celebrar el primer año de aniversario de la estación produce un documental sobre Cuba. Este sería el primero de varios documentales que la estación transmitiría.

## Documentales
- "The Greatest Commodity in the World..." (2010) Documental sobre como los residentes del barrio Overtown de Miami sienten que son marginados por los medios de comunicación.
- "Cuba, de Regreso a Casa" (2012) Documental que muestra las carencias y riquezas de la sociedad cubana.